# Bolitoglossa equatoriana
Bolitoglossa equatoriana es una especie de salamandras en la familia Plethodontidae.
Habita en Ecuador y el sur de Colombia, posiblemente también en Perú.
Su hábitat natural son bosques húmedos tropicales o subtropicales a baja altitud; es nocturna.
Según la Lista Roja de la UICN está categorizada como LC (Preocupación Menor), por su amplia distribución que incluye áreas naturales protegidas.